# Kata Dalström
Anna Maria Katarina "Kata" Dalström (født Carlberg 18. december 1858, død 11. december 1923) var en svensk socialistisk agitator. Med en baggrund i borgerskabet indtrådte hun i 1893 i det svenske socialdemokrati, hvis ledelse hun sad i 1900-1905. Mest kendt blev hun for sine rejser til tekstilarbejdere, stenhuggere og minearbejdere, hvor hun agiterede for socialisme, afholdenhed og folkeoplysning. I 1917 gik hun med socialdemokraternes venstrefløj over i kommunistpartiet og i 1921 var hun delegeret ved Kominterns kongres i Moskva.
I modsætning til mange andre socialdemokrater og kommunister var Dalström ikke ateist, men prægedes af en tolstojistisk kristendom, der mod slutningen af hendes liv gik over mod buddhisme.

### Faglitteratur om religion
- Nordiska gudasagor berättade för barn och ungdom, 1887, Z. Haeggström, Stockholm - Med originalteckningar af Victor Andrén. - Faksimiludgave 1985.
- Nordiska hjältesagor för ungdom. 1889, utgivare F. & G. Beijers Bokf.-aktb. Stockholm - Faksimilutgåva 1986.
- Grekiska guda- och hjältesagor, berättade för ungdomen: Med 52 illustr. 1893, Bonnier Stockholm.
- Vår fornnordiska gudasaga, Wilhelm Billes ungdomsbibliotek, 1894. Bille. Stockholm - Med illustrationer af Victor Andrén. - Ny udgave 2006.
- Nordiska hjältesagor berättade för barn och ungdom, 1905-1906. Beijer. Stockholm. 1961.

### Øvrig faglitteratur
- Illustrerad naturhistorisk läsebok för skolor och själfstudium. 1, Däggdjur. 1890. Skoglund (distr.). Stockholm.
- Luther och de lifegne. Svenska folkets öreskrifter;. 1898. Folkupplysningsföretagets förl. Stockholm.
- Till arbetareklassens kvinnor!  1899 Socialdemokratiska arbetarepartiet. [Malmö?] - Ny upplaga 1982.
- Ferdinand Lassalle. Silhuetter ur arbetarrörelsens historia; 1. 1905. Arbetarnes tryckeri. Stockholm.
- Socialdemokrati och anarkism. [Broschyr,Frams]. Omsl.: Socialdemokratiska ungdomsförbundets agitationsskrift. N:o 5. 1905. Malmö.
- Kan en kristen vara socialdemokrat?: disputation hållen den 9 april 1907 i Vansäter mellan Kata Dalström och D. Grankvist. 1907. Gefle.
- Kan en kristen vara socialdemokrat?: offentligt samtal i Vansäter, Söderala den 9 april 1907 mellan Kata Dalström och David Granqvist enligt stenografiskt referat... 1907. Uppsala.
- Skolan och prästväldet: Föredrag. 1907. Värmlandska Dagblads. Karlstad.
- Föredrag öfver partiprogrammet. 1908. Stockholm.
- Leo Tolstoy som kristen samhällsreformator. Silhuetter av mänsklighetens stormän; 1, 1908 Värmlandska Dagblad. Karlstad.
- Tvänne krigsförklaringar: Kata Dalström mot Tryggve Hermelin. 1908. Karlstad.
- Bildning och klasskamp. 1909. Lysekil - Sammantryckt med Vid kunskapens träd af Fabian Månsson.
- Vargaflockens moral: ett minne från storstrejken. Frams broschyr; 37, 1910. Framtiden, Malmö.
- Socialistiska framtidskonturer. 1912. Fram, Stockholm.
- Blad ur de lagliga stöldernas historia: (avvittringarna, stockfångstprivilegierna, rekognitionsskogarna m.m. 1914. Lysekilskuriren. Lysekil.
- Härjartåg kors och tvärs genom Sverige, 1914, Fram. Stockholm.
- Det kristna dogmsystemet och vår tid, 1914, Stockholm.
- Arbetarklassens Ryssland: något om de sociala och kulturella reformerna i sovjetrepubliken: en sammanfattning. 1918. Fram. Stockholm.
- De ryska bolsjevikerna och den sociala revolutionen. 1918. Oskarshamnsbladet, Oskarshamn.
- Robert Owen, utopisten och reformatorn. Historiskt bildergalleri: fredens och frihetens stormän; 2 udg. 1917. Fram. Stockholm.
- Den röda ungdomens kulturkamp. 1921. Fram. Stockholm.
- Vad vill kommunismen?: ett ord till kvinnorna. 1919. Fram.Stockholm.
- Brahmaismen, buddhismen och teosofin: tre föreläsningar vintern 1922. 1923. Tiden (distr.) Stockholm.

### Samleværker
- Minnesskrift över Kata Dalström. 1929. Stockholms fackliga kvinnliga samorganisation. Stockholm - Redaktör: Maja Björkman-Broberg.
- Kata Dalström i agitationen: 1894-1923. 1973. Arbetarkultur. Stockholm - Redaktör: Harriet Clayhills.
- Brev till Hjalmar Branting och Fredrik Ström. 1987. Arkiv. Lund.